# Лебедянский пруд
Лебедянский пруд — один из водоёмов Измайловского парка города Москвы. Находится в течении реки Серебрянка.
Лебедянский пруд — один из водоёмов Измайловского каскада (включавшего в себя все водоёмы вдоль реки Серебрянки), известного с XVII века. Лебедянский пруд был создан на реке Серебрянке (Измайловке) в XVII в. при царе Алексее Михайловиче Романове. В XVIII веке, в период запустения усадьбы, Лебедянский пруд был спущен и восстановлен только в начале 1980-х годов. Очистное сооружение Ивановское (представляет собой двухсекционный пруд-отстойник) было создано в 1976 году на юго-востоке от современного Лебедянского пруда. Перед их реконструкцией вдоль северной границы Лебедянского пруда и очистного сооружения было прорыто обгонное русло, по которому в период строительства пропускался весь сток реки Серебрянки. В настоящее время в сохранившееся обгонное русло направляются максимальные расходы воды и часть стока реки Серебрянки, а весь меженный сток реки и сток расчётных дождей проходит через систему Ивановских отстойников. Ниже по течению в реку Серебрянку впадает ручей Чёрный, вытекающий из соседнего каскада Терлецких прудов. Лебедянский расположен в восточной части бывшего Измайловского Зверинца (ныне Измайловский парк) и занимает площадь более 16 га (включая каскад и плотину в западной части). В XVII веке именовался Лебедевским прудом (Происхождение названия не до конца известно, скорее всего от слова «лебедь»).
Известно, что в XVII веке берега Лебедянского пруда были промышленными территориями: на южном берегу располагался винокуренный завод, а часть северного берега была отдана под птичий двор. В месте, где сейчас расположен перекрёсток Свободного проспекта и Шоссе Энтузиастов, находился Тутовый сад.

## Галерея

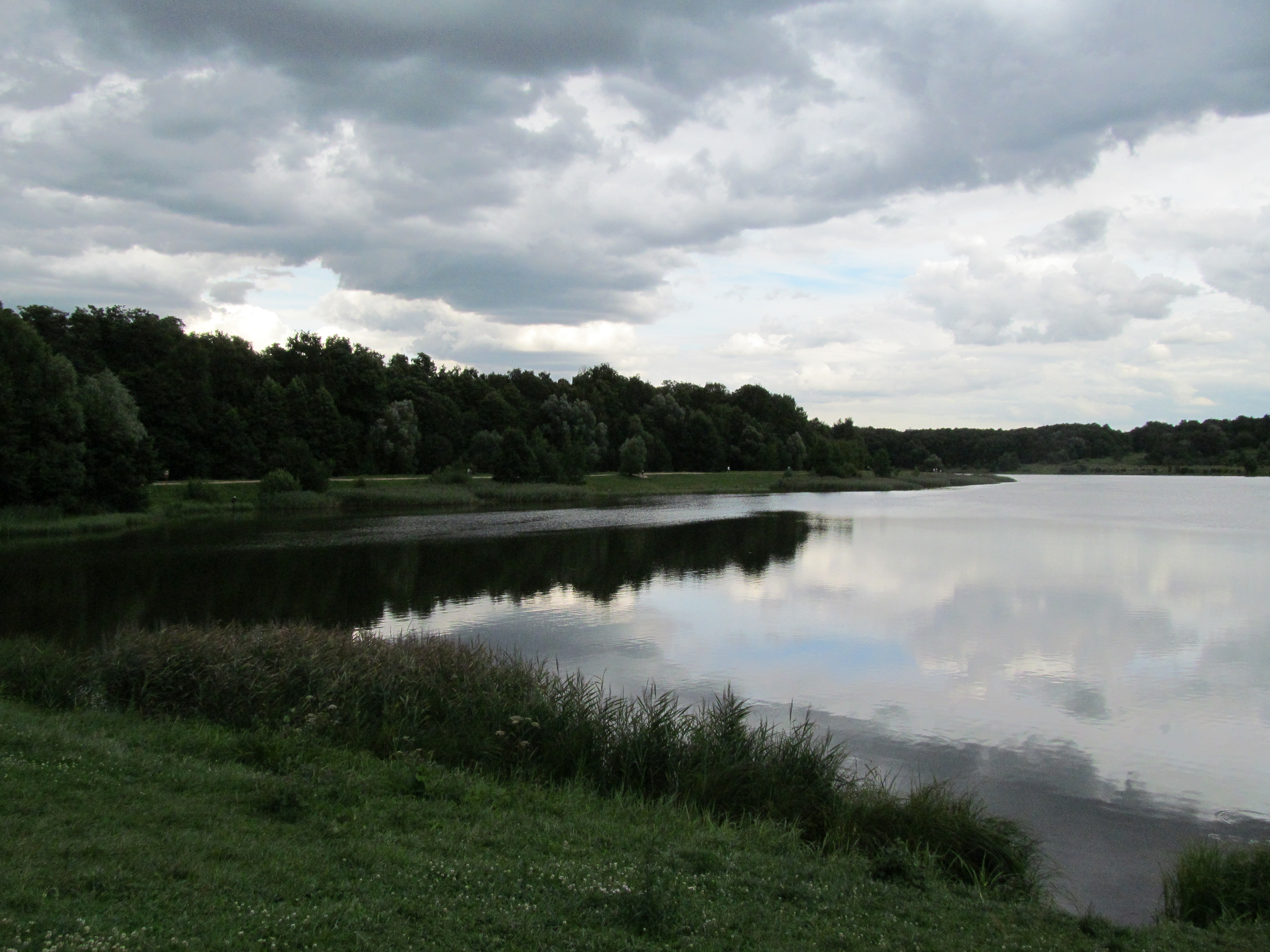
Лебедянский пруд
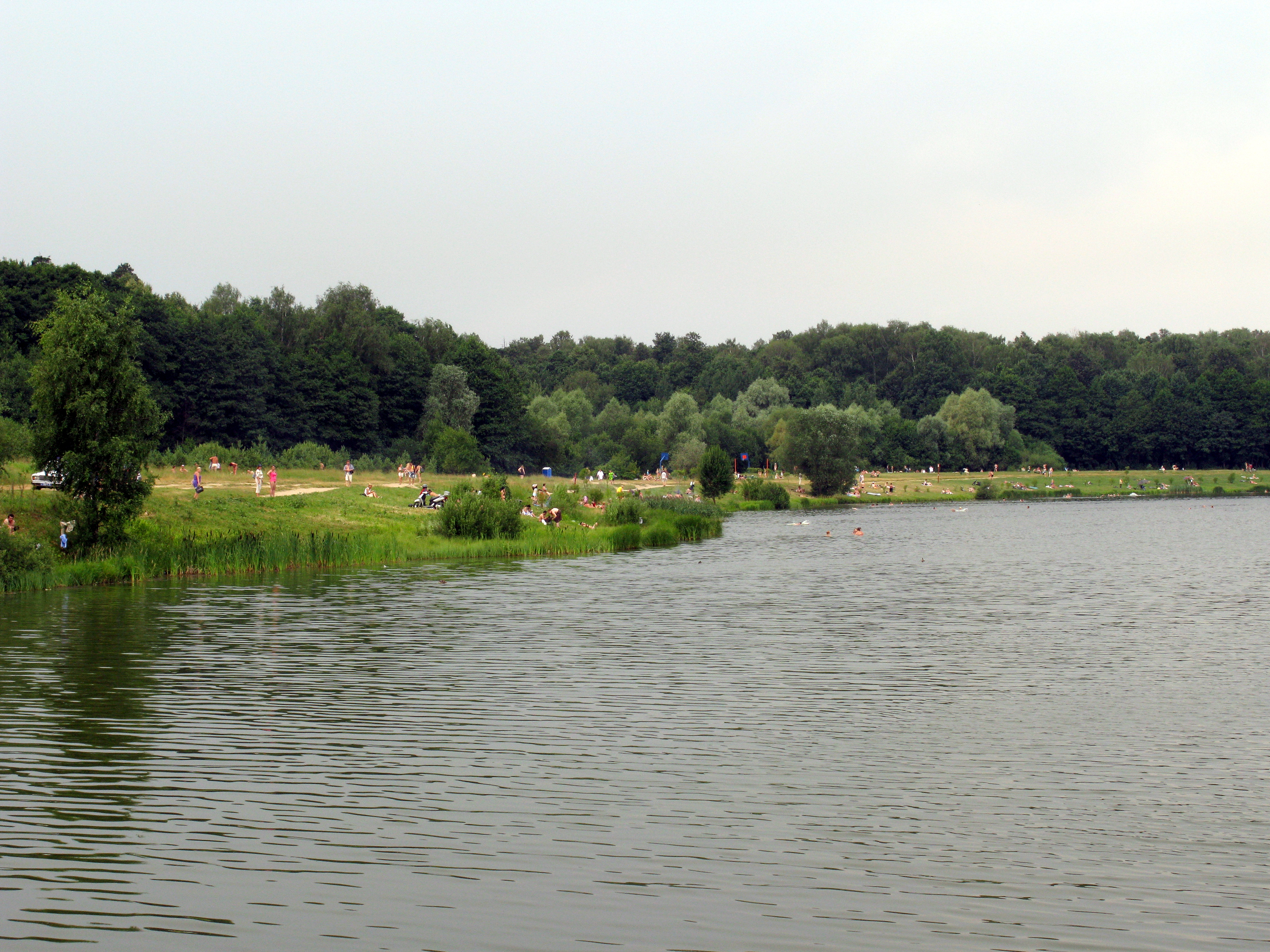
Пляж Лебедянского пруда
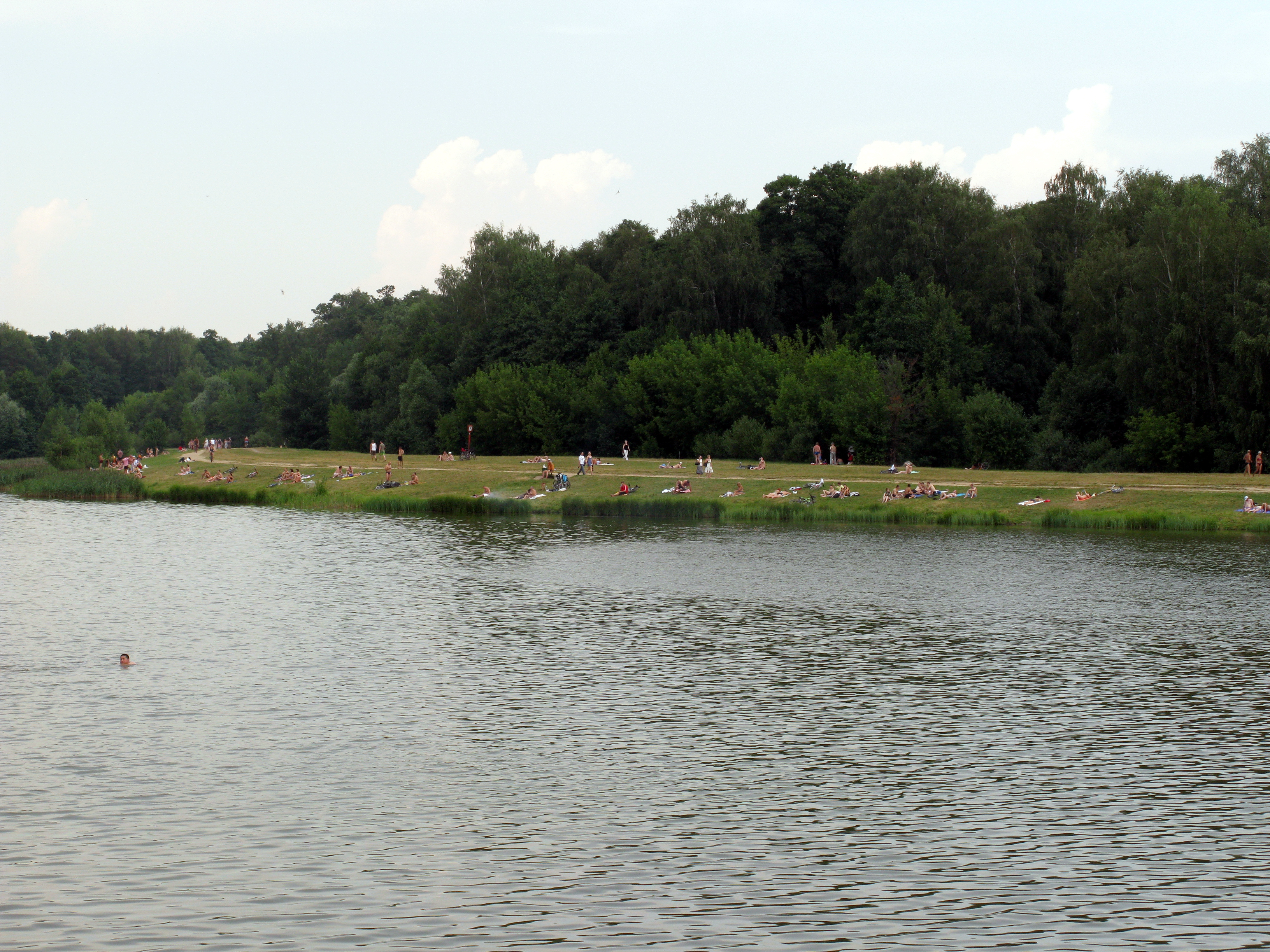
Берег пруда
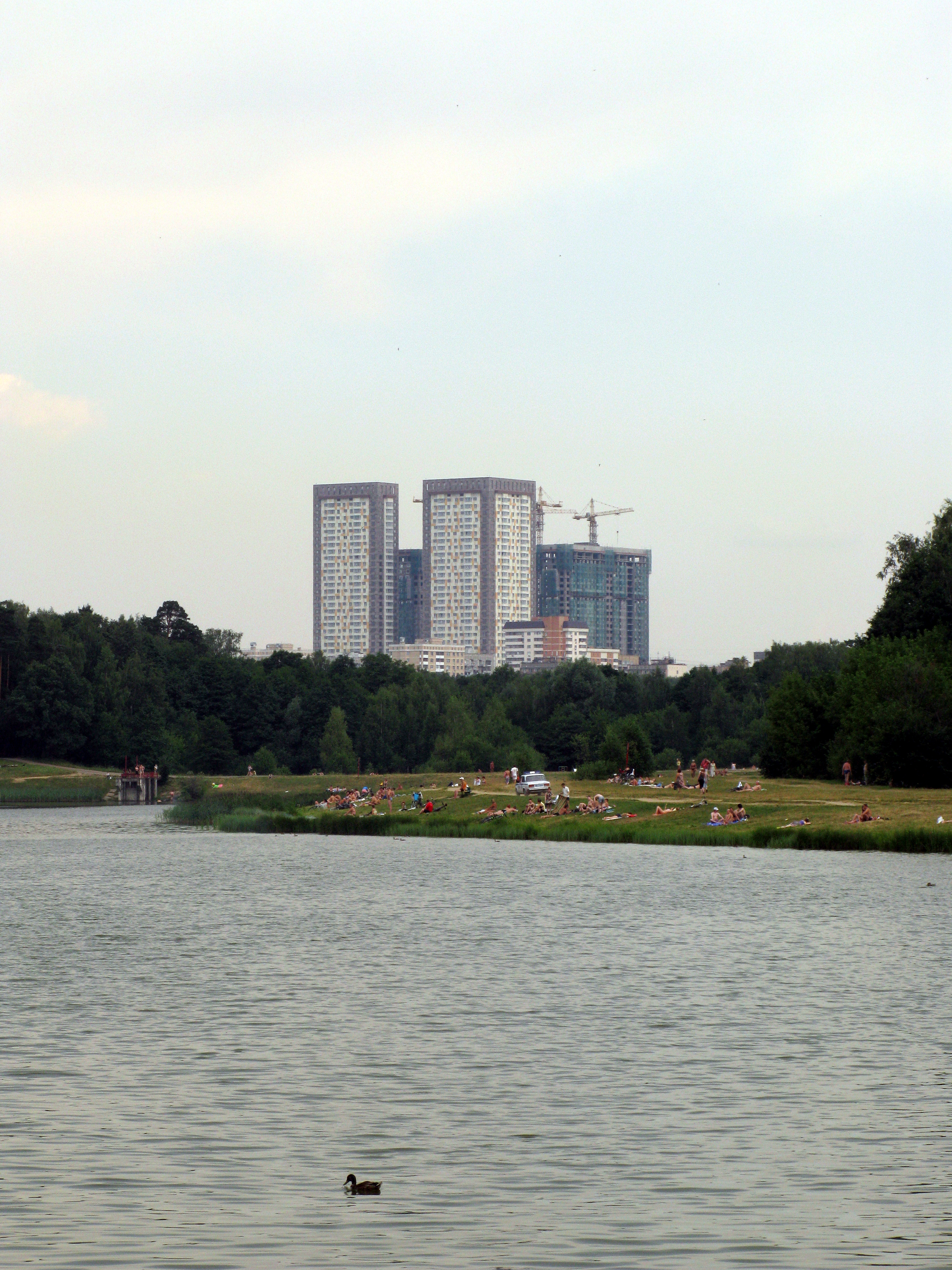
Высотные дома на Первомайской видны с берегов пруда